# ニューエンパイヤモーター
ニューエンパイヤモーター株式会社はフォード車の東京地区における輸入販売業者。フォードは第二次世界大戦前より、「一都市・一資本・一企業」を原則として代理店契約を結んだため、GM系の梁瀬自動車（後のヤナセ）のような強大なディーラーが育たなかった。ニューエンパイヤは東京地区のフォード販売店としてその中では最大の勢力を有していた。

## 歴史
母体は1913年に柳田諒三が東京市日本橋区呉服町（現中央区日本橋通2-2）に開業した「エンパイヤ自動車商会」で、アメリカ製「エンパイヤ号」などの自動車・同部品・機械工具・タイアなどの輸入販売を行った。1924年には「エンパイヤ自動車株式会社」を設立、翌1925年に「日本フォード」が発足し、横浜でノックダウン生産が開始されると同時に代理店となり、東京地区の横浜製フォード車を一手に取り扱い、成功を収める。
第二次世界大戦後の1948年、フォード輸入販売部門が「ニューエンパイヤモーター(株)」として分社化される。本社は東京都港区虎ノ門の旧虎の門公園跡地約1100坪余り（現虎ノ門三井ビル敷地）に置かれた。この際、ユーザーの大部分を占める駐留アメリカ軍人関係者の便宜を図ることから大規模な販売・サービス用地を設置させたい意向のGHQの肝煎りで、東京都から4年間の期限で虎ノ門の土地を借用する契約が結ばれた。しかし昭和25年度の会計検査院決算検査報告で東京都が国有地を民間企業に貸し出したことを不当事項として指摘し、更に1953年1月末に使用期限が切れた後もニューエンパイヤ側が借地権を主張して立ち退かず国がニューエンパイヤを提訴する事態にまで発展。この紛争は1963年10月1日に和解に至り、「被告は本物件を買受けた後は被告自らこれを所有しかつ利用するものとする」という条件付でニューエンパイヤは虎の門公園跡地約1100坪余りの国有地の払い下げを11億2498万4800円で受けた。
ところが和解成立から間もない10月10日、同社は突然「エンパイヤ興業株式会社」に社名変更、更に同日付でまた前と同じ名前の「ニューエンパイヤモーター株式会社」を新設し旧会社の従業員を全て新しい「モーター」に移籍させた。土地の払い下げを受けた「興業」は定款に不動産の売買斡旋業などを追加、翌1964年5月13日に朝日土地興業に27億円で全株譲渡し吸収合併された。こうして払い下げ国有地5年間転売禁止の網をかいくぐって、会社譲渡の形を取った事実上の土地売買が行われた。この時のニューエンパイヤの全株を保有していたのが国際興業（会長・小佐野賢治）であり、後にこの事実を衆議院議員・田中彰治に恐喝され、2億4000万円の手形決済を延期させられる。後になって田中を中心とした「黒い霧事件」の捜査が進む際、このニューエンパイヤをめぐる一件「虎ノ門国有地払い下げ事件」についても追及が行われ、1966年5月に田中は恐喝罪で逮捕された。
新会社になったニューエンパイヤモーターはこの後、東京都目黒区目黒本町に本社を移し営業を継続した。東京地区のフォード系各社の販売ではこの頃から近鉄モータースが台頭するようになったが、ニューエンパイヤも2000年まで日本自動車輸入組合にとどまり、フォード系各車の販売を続けた。ディーラー事業終了後も「ニューエンパイヤガレージ株式会社」として同地で整備部門の事業を続けていたが、横浜市都筑区に移転し別資本の新規法人として再スタート。目黒本町の本社ビルは再開発されマンションとなった。
他のエンパイヤ系各社は、自動車部品の総合卸売業の「エンパイヤ自動車」、輸入車部品卸の「ニューエンパイヤ商事」などが現在も事業を続けている。